# Alfabeto filipino moderno
O  Moderno alfabeto Filipino (em Filipino: Makabagong alpabetong Filipino), também chamado simplesmente de  alfabeto Filipino , é o alfabeto derivado do alfabeto latino usado pela língua filipina, a língua nacional das Filipinas e uma das duas línguas oficiais do país. O alfabeto filipino moderno moderno tem 28 letras e inclui as 26 do Alfabeto Latino Padrão mais o Ñ  do Espanhol e o dígrafo Ng do Tagalo. Essa escrita veio a substituir o alfabeto filipino anterior depois da reforma ortográfica de 1976 – 1987 (“Martial Law and the Fourth” – 4ª República - 1972–1986). Hoje, o moderno alfabeto Filipino pode também ser usado pelas línguas indígenas (autóctones) das Filipinas e também na língua chavacana, uma língua crioula derivada do Espanhol.

## Alfabeto
| Letras maiúsculas (ou caixa alta)  |   |   |   |   |   |   |   |   |   |   |   |   |   |   |    |   |   |   |   |   |   |   |   |   |   |   |   |
| A                                  | B | C | D | E | F | G | H | I | J | K | L | M | N | Ñ | Ng | O | P | Q | R | S | T | U | V | W | X | Y | Z |
| Letras minúsculas (ou caixa baixa) |   |   |   |   |   |   |   |   |   |   |   |   |   |   |    |   |   |   |   |   |   |   |   |   |   |   |   |
| a                                  | b | c | d | e | f | g | h | i | j | k | l | m | n | ñ | ng | o | p | q | r | s | t | u | v | w | x | y | z |

As letras C, F, J, Ñ, Q, V, X, Z são usadas somente em nomes próprios, termos científicos e técnicos e ainda em palavras de outras línguas das Filipinas. A sílaba independente ng‹ é o marcador do caso genitivo e sua pronúncia é [naŋ] (nanh);